# Iberavia
Iberavia est une entreprise aéronautique espagnole disparue.

## Historique
Iberavia a été fondée en 1946 à Madrid pour produire des hélices et des instruments de navigation aéronautique. En 1948 fut constitué un petit bureau d’études dirigé par Juan del Campo Aguilera[Qui ?], qui dessina d’abord des planeurs utilisés en particulier par l’Ejército del aire, comme le planeur Iberavia IP-2. Répondant à un besoin de l’aviation espagnole, qui cherchait un successeur au CASA 1.131 pour les écoles de pilotage,  Iberavia fit voler le 16 juillet 1951 un biplace à train tricycle, l’Iberavia I-11. Iberavia a été racheté en 1953 par AISA.